# Vaš syn i brat
Vaš syn i brat (Ваш сын и брат) è un film del 1965 diretto da Vasilij Makarovič Šukšin.